# Aedes hollingsheadi
Aedes hollingsheadi är en tvåvingeart som beskrevs av Belkins 1962. Aedes hollingsheadi ingår i släktet Aedes och familjen stickmyggor. Inga underarter finns listade i Catalogue of Life.